# Luz (mechanika)
Luz – w technice jest to niewielka przestrzeń pomiędzy dwoma współpracującymi z sobą, lub stykającymi się elementami urządzenia, lub konstrukcji. Luz niekiedy jest pożądany (zobacz pasowanie), lecz w większości przypadków jest wynikiem zużycia materiału lub niedokładności wykonania i obniża efektywność urządzenia. W konsekwencji może to doprowadzić do jego awarii, lub nawet zniszczenia.